# Алтайский-Королёв, Константин Николаевич
Константин Николаевич Алтайский-Королёв (18 [31] декабря 1902, Сызрань — 1978) — российский советский поэт, писатель, переводчик. В 1938 году был репрессирован, проходил по делу «Литературной группы».

## Биография
В 1920 году занимал должность ответственного секретаря Союза Швейников. Весной 1922 года был направлен в город Усть-Сысольск, но, заболев по дороге, оказался в здании Вятского губкома партии.
Дебютировал в родной Сызрани. В 1921 газета «Сызранский коммунар» опубликовала его первые стихи. Поэзия Алтайского вошла в коллективный сборник «Зеленые побеги», который был издан в Сызрани в том же году. Позднее выпустил поэтические книги «Алое таяние» и «Ленин» (обе — в Вятске в 1925 г.), «Дети улицы» (Калуга, 1927) и др. До 1938 жил в Москве, руководитель литобъединения при издательстве «Советский писатель».
По обвинению в связи с участником террористической группы Семёновым-Алданом в апреле 1938 был арестован. На следствии из-за сильных избиений вину признал. В дальнейшем от «признательных» показаний отказался. 25 марта 1939 года Военным трибуналом Московского Военного округа был осуждён на 10 лет и отбывал заключение в Нижне-Ингашском ОЛП Красноярского исправительно-трудового лагеря (Краслаг). В 1944 году освобождён из лагеря по пересмотру дела. Остался работать в Краслаге, руководил культбригадой, был лектором КВЧ, работал старшим экономистом.
В 1946 году по вызову Союза писателей уехал в Москву. Три года жил безработным в Москве. В марте 1949 последовал повторный арест и ссылка на поселение в Красноярский край. Направлен в Южно-Енисейск, затем в 1950 году по собственной просьбе переведён в связи с болезнью в Енисейск, где устроился на работу маляром.
Из ссылки был освобождён в июле 1954 года, уехал в Москву.
Умер в 1978 году. Урна с прахом захоронена в колумбарии на Ваганьковском кладбище.

### Семья
Приёмная дочь — Вера Алтайская (1919—1978), советская актриса, ставшая популярной ролями в детских сказках и комедиях.

## Творчество
Биограф Клима Ворошилова, написал о нём две книги. Автор около 20-ти публикаций о маршале. Один из основных в СССР переводчиков казахского акына Джамбула Джабаева.
Известен как переводчик стихов с казахского (Джамбул, «Песни и поэмы», М., 1938), калмыцкого («Земля калмыцкая. Переводы и стихи», 1959), белорусского (М. Хведарович (сборник «Зацветает лён», 1959) языков, автор нескольких сборников очерков и романов.

## Избранная библиография
- Алое таяние. Стихи. (Вятка, 1925),
- Ленин (1925),
- Дети улицы (Калуга, 1927),
- Буденовка. Стихи. (Калуга, 1928),
- Спичстрой (поэма , 1931)
- сборники стихов «Казахстан мой!» (1958)
- Рабкорья хватка. [Очерки из быта рабкоров и селькоров] (1930)
- Ворошилов. Поэма (М., 1931)
- Донбасс о Ворошилове (1931)
- Рассказы об агрономе Литвиненко (1932)
- Вперёд, заре навстречу. М., 1948
- Матрос Железняк. Роман (1960)
- Гудок в степи (роман, совм. с М. Каратаевым) (Алма-Ата, 1960.)
- Циолковский рассказывает… (1967) и др.